# Tyloxapol
Tyloxapol là một polymer lỏng không ion thuộc loại rượu alkyl aryl polyether. Nó được sử dụng như một chất hoạt động bề mặt để hỗ trợ hóa lỏng và loại bỏ chất nhầy (chứa chất nhầy và mủ) dịch tiết phế quản phổi, quản lý bằng cách hít qua máy phun sương  hoặc bằng dòng oxy.
Với tiêm trong màng bụng, tyloxapol cũng ngăn chặn hoạt động lipolytic huyết tương, và do đó phá vỡ các lipoprotein giàu triglyceride. Cơ chế này được sử dụng để gây tăng mỡ máu thực nghiệm ở động vật.
Tyloxapol là thành phần hoạt chất chính của thiết bị y tế Tacholiquin. Tacholiquin là một thuốc trừ sâu được chỉ định cho đường hô hấp và thuốc nhỏ vào đường hô hấp trên và dưới. Tên thương hiệu khác của các sản phẩm dược phẩm có chứa Tyloxpol là Exosurf và Alevaire.